# کاترینو زنو
کاترینو زنو (ایتالیایی: Caterino Zeno)(۱۴۴۰–۱۴۹۰) جهان‌گرد و دیپلمات ونیزی بود.

## زندگی‌نامه
در سال ۱۴۷۲، به عنوان دیپلماتِ جمهوری ونیز به کاخ اوزون حسنِ آق‌قویونلو فرستاده شد. او با ویولانتای، خواهرزادهٔ دسپیناخاتون، همسرِ اوزون حسن، ازدواج کرد. به واسطهٔ همین خویشاوندی در سال ۱۴۷۱ به تبریز رفت تا ضامنِ اتحادِ حتمیِ امپراتوری ونیز و آق‌قویونلوها دربرابرِ تحدیدِ دائمی عثمانی باشد.
وی پس از یکسال ماندن در ایران، به لهستان رفت تا با پادشاهِ آنجا (کازیمیر چهارم) نیز پیمان اتحاد علیه عثمانیان ببندند. بعدها (در ۱۴۷۴) به ونیز بازگشت. کتابِ «سفر» (خاطراتش) را در سرزمینش نوشت. نسخهٔ خطی این اثر مفقود شد، اما بعداً بر اساس‌نامه‌ها و یادداشت‌های پراکنده‌ای که در ایران و ونیز مانده بود، بازسازی شد.
او به عربستان هم سفر کرد. بعدها، زنو دوباره به شرق سفر کرد و در پایان قرن پانزدهم در آنجا درگذشت.